# Takkianen

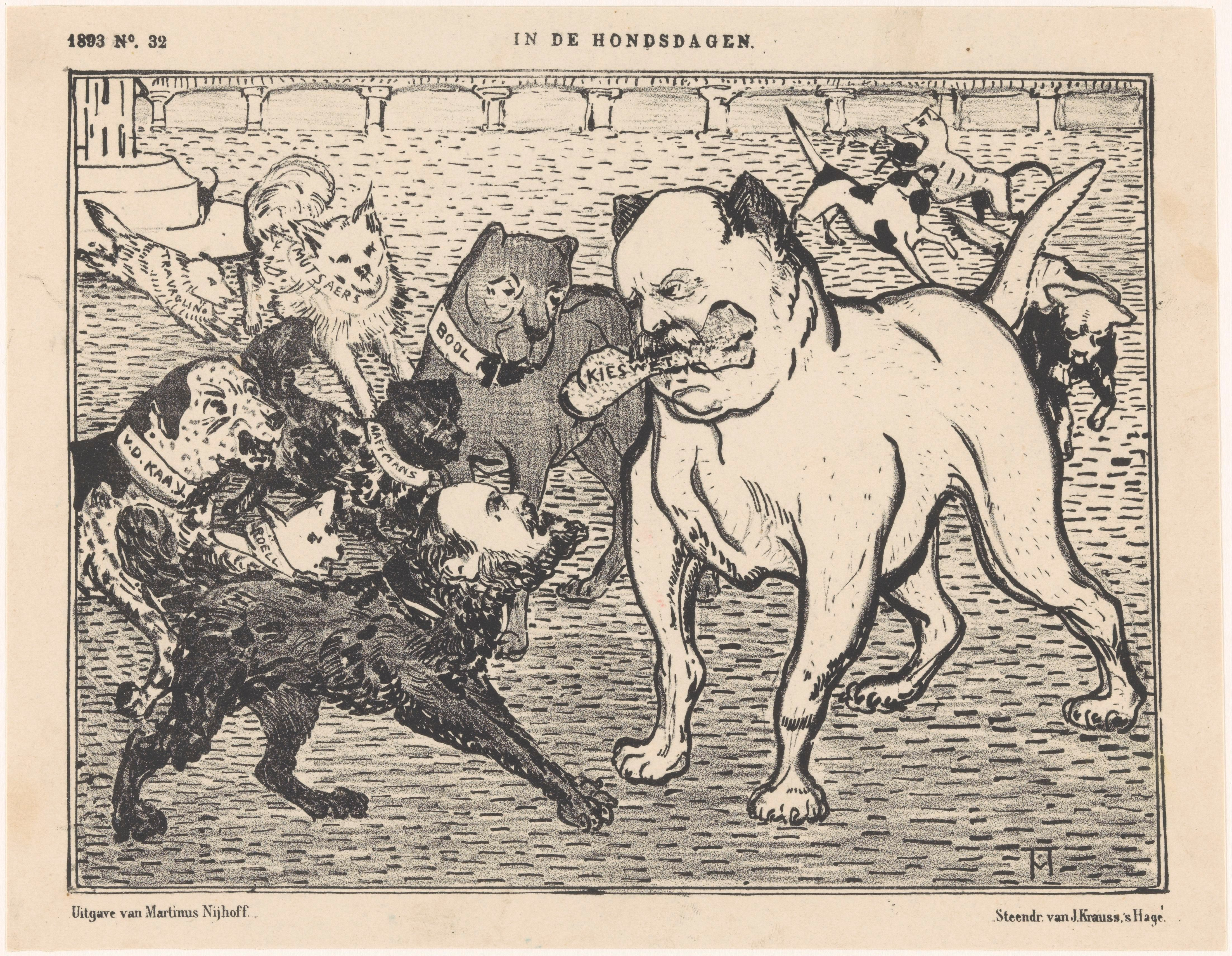
Spotprent van Theo van Hoytema op de kieswet van Johannes Tak van Poortvliet. Rechts Tak van Poortvliet met in de bek een bot met het woord 'kieswet'. Hij wordt belaagd door de honden Willem Hendrik de Beaufort, Leopold Haffmans, Willem Mutsaers, Hendrik Johannes Bool, Willem van der Kaay, Jacobus Antonius Nicolaas Travaglino en Joan Röell.

De term takkianen verwijst naar een politieke strijd in Nederland die omstreeks 1894 plaatsvond. Deze strijd handelde om de uitbreiding van het kiesrecht, dat door de progressief-liberalen van de Liberale Unie werd voorgesteld.
Minister Johannes Tak van Poortvliet kwam in 1892 met een voorstel dat iedere volwassen man die kon lezen en schrijven kiesgerechtigd zou maken.
De conservatief-liberalen, de katholieken en een deel der antirevolutionairen waren tegen. Zij amendeerden het wetsvoorstel, waarop Tak van Poortvliet het introk en de Kamer ontbonden werd.
In 1894 was de uitbreiding van het kiesrecht aldus hoofdonderwerp van de verkiezingsstrijd. De anti-takkianen wonnen het pleit, waarop een nieuw wetsvoorstel kwam van de nieuwe minister Samuel van Houten, waarin aanvullende eisen als opleiding, vermogen en inkomen aan de kiesgerechtigden werden gesteld. Niettemin was deze Kieswet-Van Houten een stap vooruit op weg naar het algemeen kiesrecht. Het aantal kiezers steeg hierdoor van 300.000 naar 570.000.
De aanname van deze wet leidde tot diverse splitsingen binnen politieke partijen: de Vrije Liberalen verwijderden zich van de Liberale Unie en ook bij de antirevolutionairen vond een splitsing plaats, waaruit later de Christelijk-Historische Unie zou voortkomen.